# セシリオ・ピサーロ
セシリオ・ピサーロ（Cecilio Pizarro、1818年4月1日 - 1886年8月16日）は、スペインの画家、版画の下絵画家である。

## 略歴
トレドで生まれた。トレドの王立の美術学校(Real Academia de Bellas Artes de Santa Isabel de Hungría)で学んだ後、マドリードの王立サン・フェルナンド美術アカデミーで学んだ。トレドの美術学校では展覧会で4度、銀メダルを受賞し、講師の欠勤時には代理の教師を務めた。
画家、ヘナロ・ペレス・ビジャミル（1807-1854)が編集して1842年から出版された、版画集「スペインの芸術とモニュメント(España artística y monumental: vistas y descripción de los sitios y monumentos más notables de España)」のいくつかの原画を描いた。トレドの劇場の装飾画も描いた。
1848年からはマドリードで、主に出版物の挿絵のための原画を描き、ピサーロが挿絵に関わった書籍には歴史家、美術史家のホセ・アマドール・デ・ロス・リオス（José Amador de los Ríos: 1818-1878）の著書などがある。、
挿絵の他に、パトロンとなった駐スペイン・イギリス大使などからの注文でトレドの有名な教会などを油絵に描き、1858年のスペイン全国展などに出展し、1862年の全国展では3等のメダルを受賞した。「国立絵画彫刻美術館」と呼ばれていた時代のプラド美術館の学芸員を1864年に務めた。
1886年にマドリードで亡くなった。

## 作品

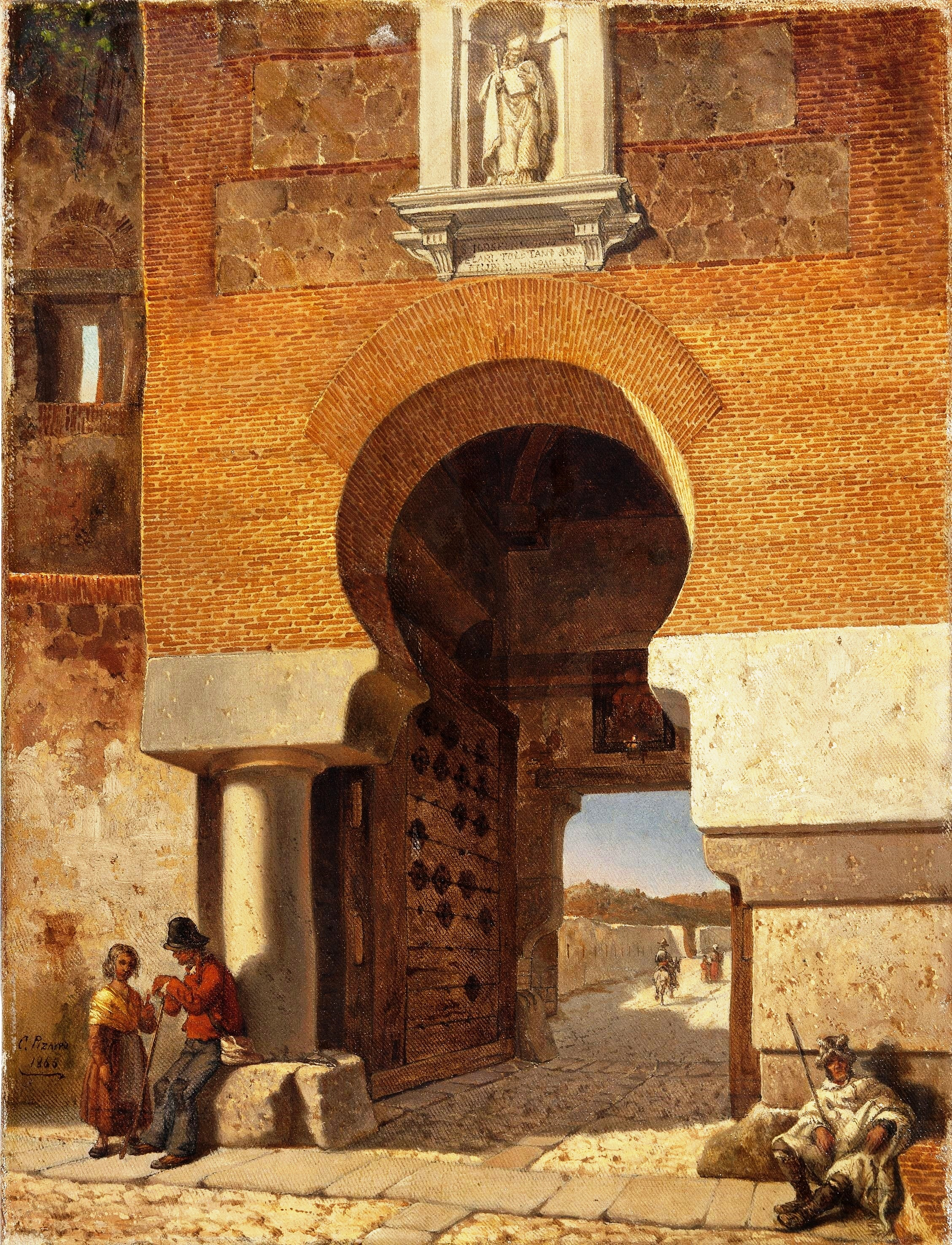
トレドのアルカンタラ橋 (1866) Real Academia Catalana de Bellas Artes de San Jorge
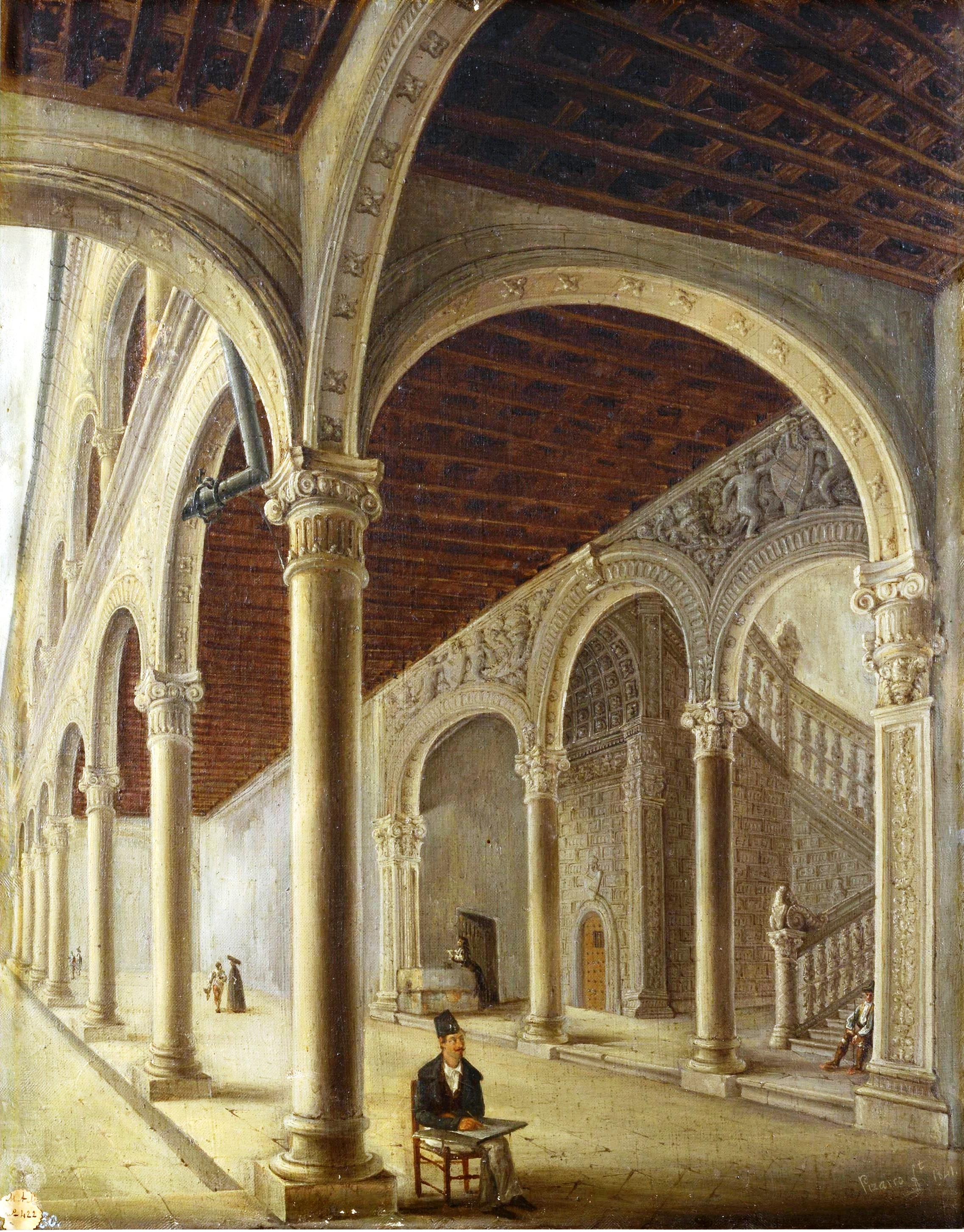
トレドの建物のある風景(1841)
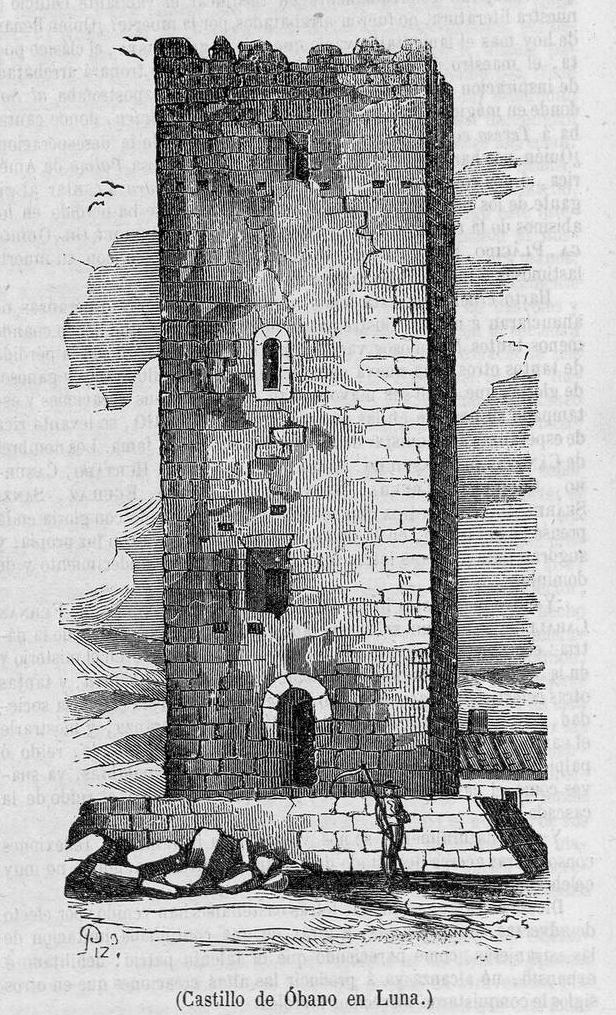
版画 Semanario Pintoresco Español, Castillo de Óbano en Luna
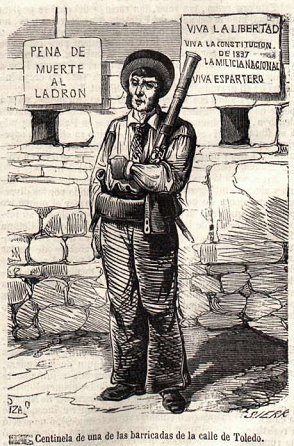
雑誌「ラ・イルスタシオン」挿絵、バリケードを監視するトレドの市民

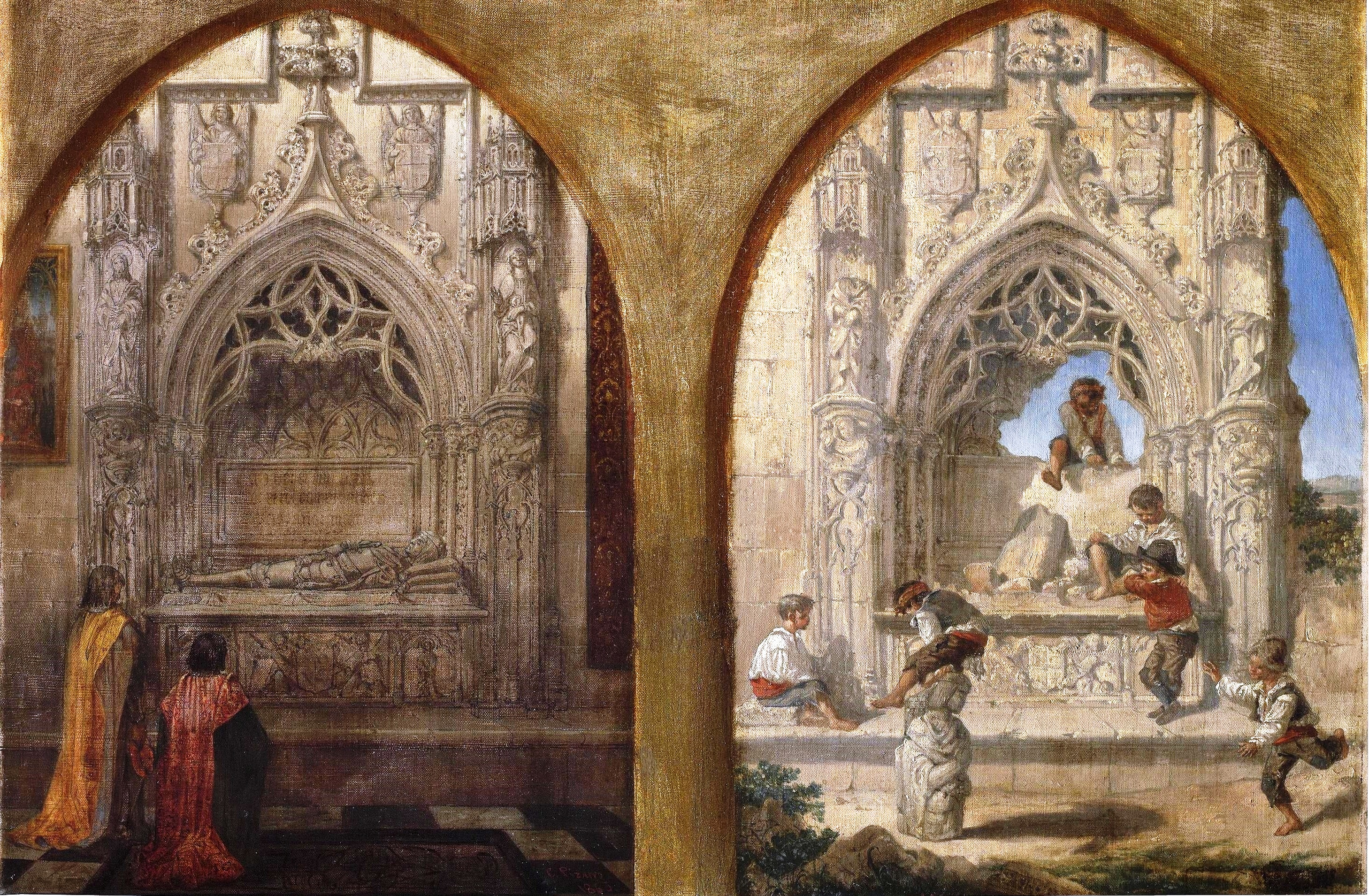
"Ayer y hoy" (1863)
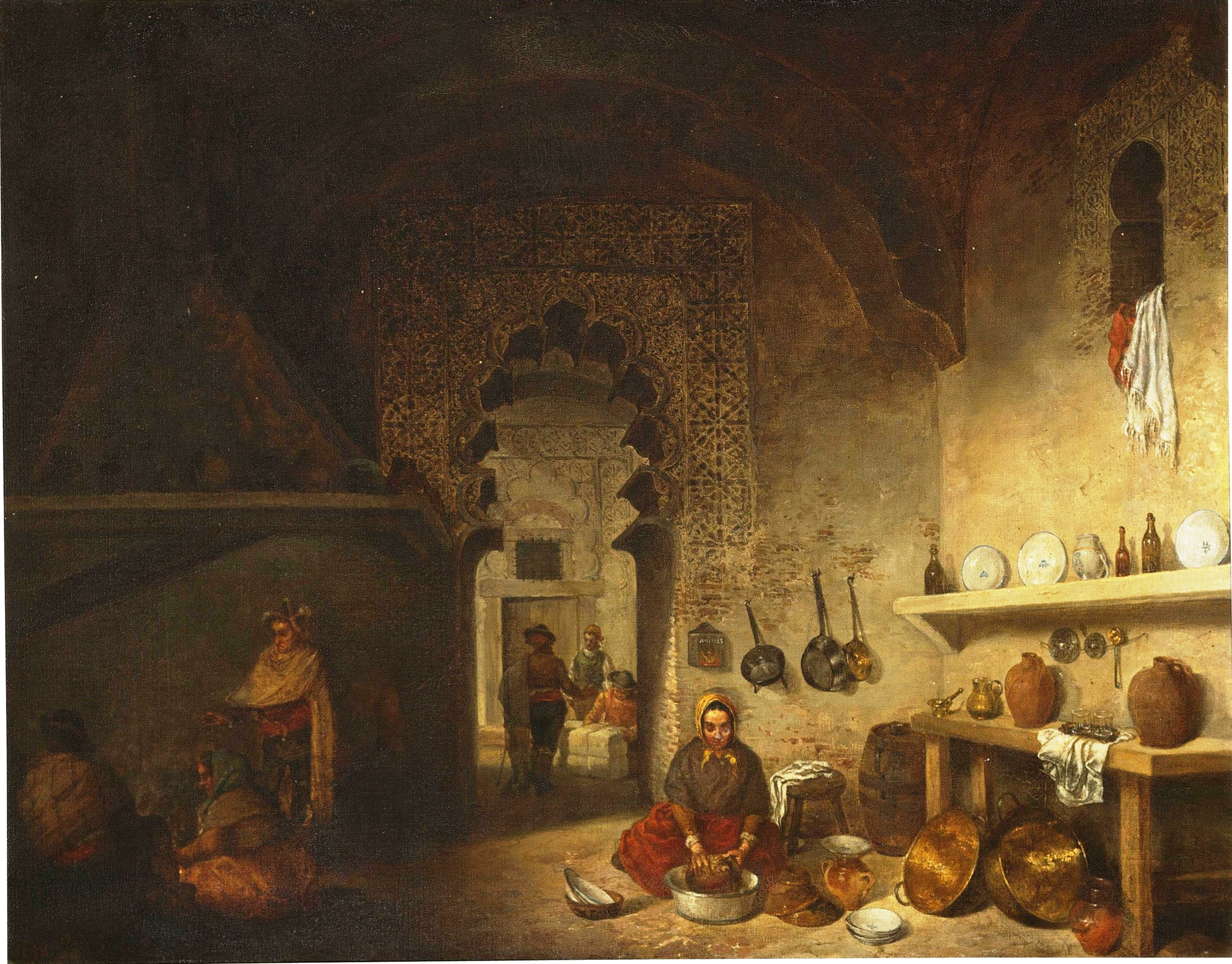
マケダの町の旅館の台所
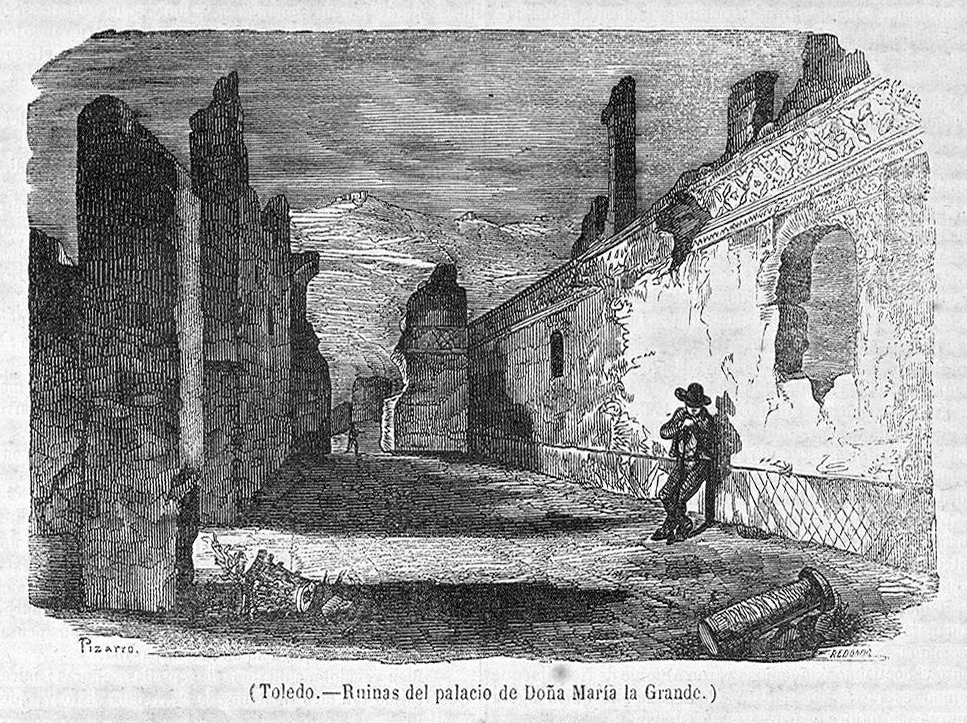
版画、Toledo.— Ruinas del palacio de Doña María la Grande